# Muntenija
Muntenija (romunsko Muntenia [munˈteni.a]) je zgodovinska regija v Romuniji, ki se je pogosto izstovetila s Kneževino Vlaško (Țara Românească). Vzhodno in južno mejo Muntenije je tvorila reka Donava, severno Karpati (Transilvanske Alpe)  in Moldavija in zahodno reka Olt. Zahodno od nje je bila Oltenija ali Mala Vlaška. Del meje med Vlaško/Muntenijo in Moldavijo je potekal po rekah  Milcov in  Siret.

## Geografija
V Muntenijo spada deset celih okrožij (județul):
- Brăila
- Buzău
- Călărași
- Argeș
- Dâmbovița
- Giurgiu
- Ialomița
- Ilfov
- Prahova
- Teleorman

in deli treh drugih okrožij:
- Vrancea (južni del)
- Vâlcea (vzhodni del)
- Olt (vzhodni del)

V Munteni je tudi romunska prestolnica Bukarešta. Druga pomembna mesta v regiji so:
- Brăila
- Buzău
- Pitești
- Ploiești
- Târgoviște